# Venerabile

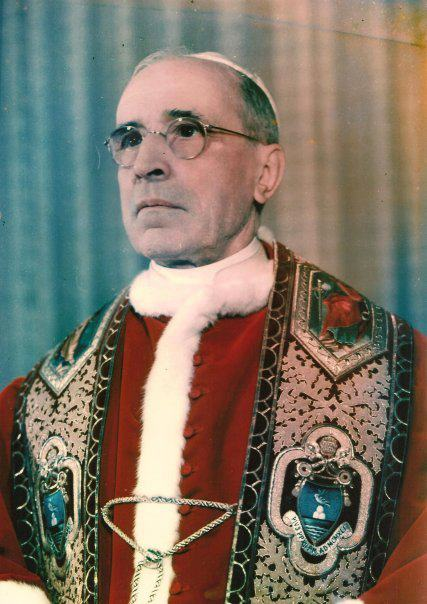
Papa Pio XII, dichiarato venerabile da papa Benedetto XVI nel 2009

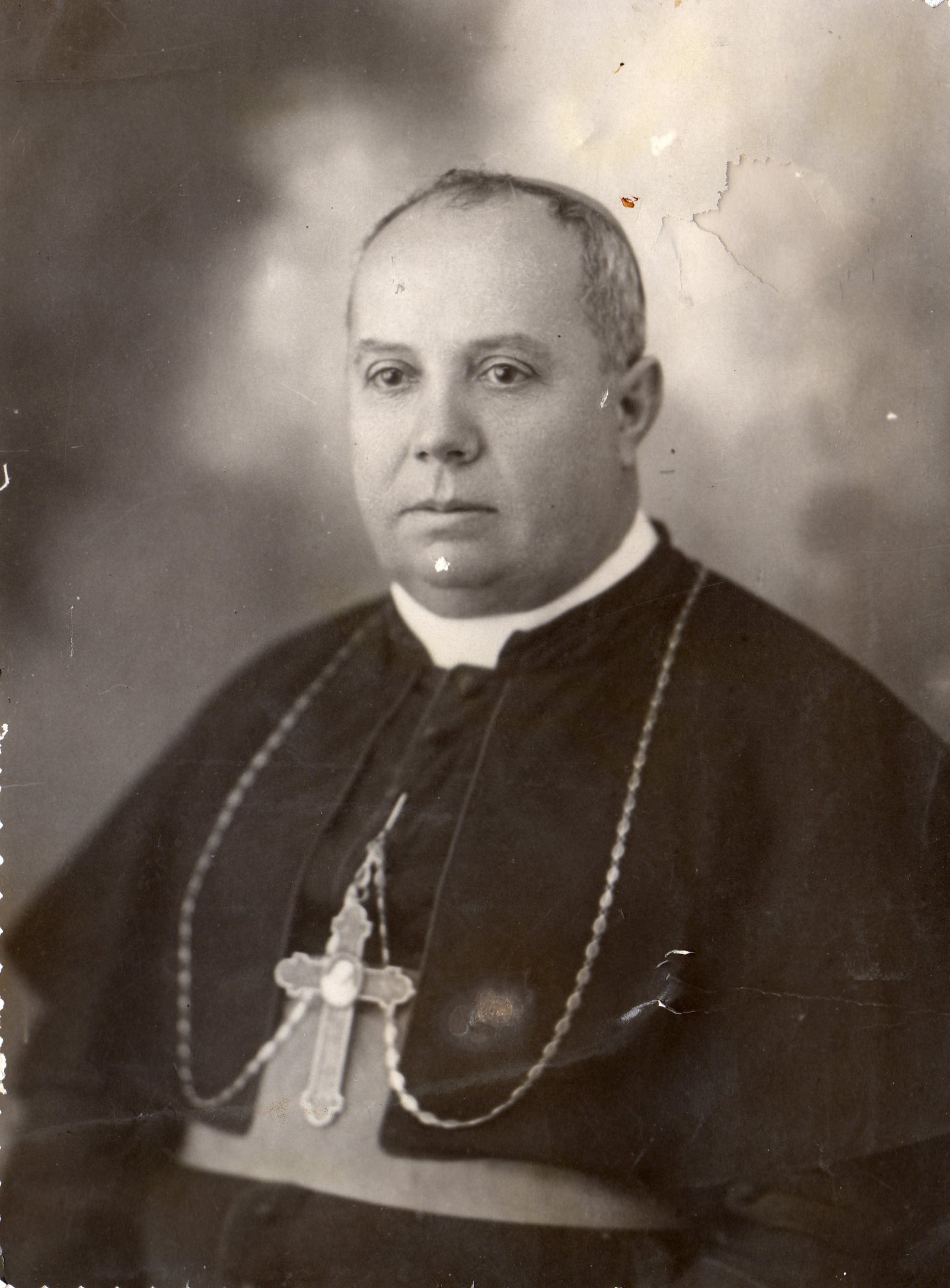
Mons. Giovanni Jacono, dichiarato venerabile da papa Francesco nel 2018

Venerabile è il titolo che la Chiesa cattolica attribuisce al servo di Dio dopo che il Dicastero delle cause dei santi ha riconosciuto, e il papa ha proclamato, l'eroicità delle sue virtù. Il termine è usato anche dalle Chiese ortodosse, con differente significato.

## Nella Chiesa cattolica

### Conferimento
Dopo una prima fase, in cui si riconosce il titolo di servo di Dio alla persona in esame, da parte del vescovo della diocesi a cui apparteneva l'esaminato, in una fase successiva del processo il titolo di "venerabile" è attribuito dal papa.
Il "venerabile", una volta tale, potrà procedere verso la beatificazione e la successiva canonizzazione dopo il riconoscimento e l'ufficializzazione da parte della Congregazione delle cause dei santi di almeno un miracolo, di qualsiasi genere, realizzato grazie alle azioni del candidato in questione.

### Storia dell'istituto

#### La situazione prima della codificazione
Nel periodo anteriore al codice di diritto canonico del 1917, prevaleva l'uso di attribuire il titolo di "venerabile" al servo di Dio, subito dopo il decreto d'introduzione della causa. Sul punto, però, si espresse la Congregazione dei riti, che con un atto del 26 agosto 1913, stabilì che solo dopo il decreto sulla eroicità delle virtù o il martirio potesse essere attribuito tale titolo.

#### La codificazione Piano-benedettina

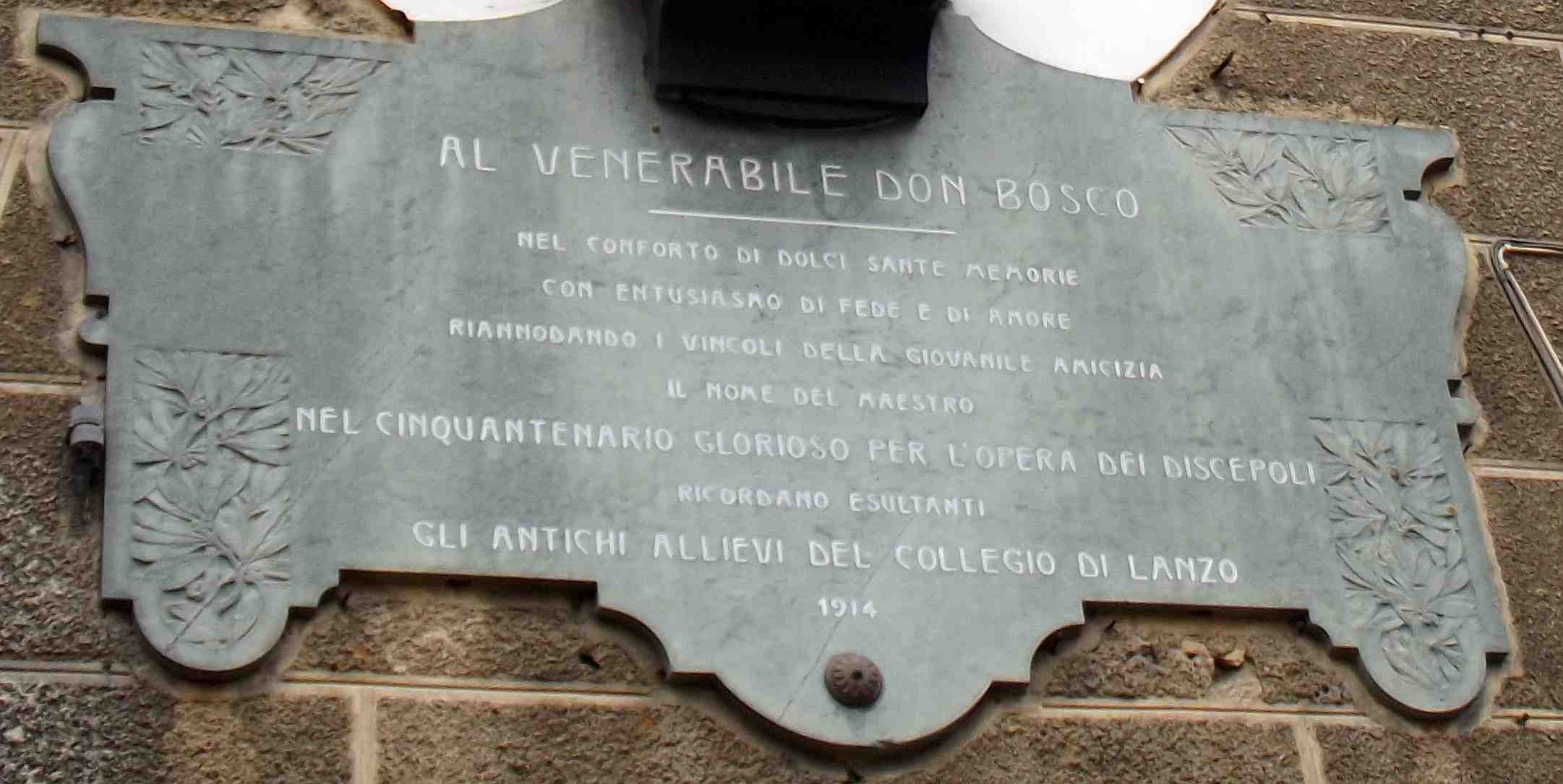
Lapide dedicata a san Giovanni Bosco nel 1914, anno nel quale era già stato riconosciuto venerabile ma non ancora "beato"

Il codice di diritto canonico del 1917 (promulgato da papa Benedetto XV) ha disciplinato la prassi della Chiesa per quanto riguarda l'introduzione della causa di canonizzazione stabilendo una riserva in materia al papa.
Le fasi previste dai canoni 2070-2083 sono le seguenti:
- ricerca degli scritti del servo di Dio;
- processo informativo diocesano sulla fama di santità e virtù eroiche in generale o sul martirio e sull'assenza di culto pubblico;
- invio degli scritti e dei processi alla Congregazione dei riti;
- studio degli scritti e decreto di approvazione degli stessi ratificato dal papa;
- decreti sulla validità dei processi informativi ordinari;
- preparazione del "Summarium" e della "Informatio" dell'avvocato, per ottenere l'introduzione.

La Congregazione ordinaria dei cardinali viene poi interpellata sul quesito espresso in forma dubitativa: "se deve essere firmato il decreto d'introduzione della causa nel caso concreto e per l'effetto di cui si tratta".
Infine, in caso di accoglimento, il decreto di introduzione della causa da parte della Congregazione dei riti, richiedeva la firma del papa.
Il canone 2115 § 2 accordava il titolo di venerabile al "servo di Dio" solo dopo tale decreto.

#### Il nuovo codice di diritto canonico
Con il codice di diritto canonico in vigore dal 1983 l'iter venne semplificato. Sebbene per quanto riguarda il titolo di venerabile manchi un riferimento preciso, l'uso prevalente è conforme alla disciplina regolata dal vecchio codice.

## Negli Ordini Cavallereschi
Nel Sovrano Militare Ordine di Malta e nel Sacro Militare Ordine Costantiniano di San Giorgio, entrambi Religioni Militari, il trattamento d'onore di venerando, o l'equivalente venerabile, veniva conferito ai Cavalieri insigniti dei massimi gradi negli stessi. Ad oggi resta attuale consuetudine soltanto nell'Ordine di Malta, mentre è desueto l'uso nell'Ordine Costantiniano.

## Nelle Chiese ortodosse
In queste Chiese, che non prevede un sistematico processo di canonizzazione, si appellano come venerabili i santi che provengono dal mondo del monachesimo.